# Zeitschrift für Politik
Die Zeitschrift für Politik (ZfP), Untertitel Organ der Hochschule für Politik München, wurde 1907 durch Adolf Grabowsky und Richard Schmidt (1862–1944), Professor der Rechte in Freiburg und Leipzig, gegründet und ist die älteste deutschsprachige politikwissenschaftliche Zeitschrift. Neben spezifisch Politikwissenschaftlichem behandelt sie auch Themen aus Nachbardisziplinen; sie fühlt sich keiner politikwissenschaftlichen Schule verbunden.

## Geschichte
Sie erscheint seit 2003 vierteljährlich im Nomos-Verlag. Je Nummer kann mindestens 1 Beitrag pro Leser kostenfrei abgerufen werden.
Zwischen 1907 und 2003 wurde sie im Carl Heymanns Verlag herausgegeben. Als Herausgeber firmierte zunächst eine Vereinigung für die Wissenschaft von der Politik. In der Zeit des Nationalsozialismus wurde sie herausgegeben von Wilhelm Ziegler, Paul Ritterbusch und Paul Meier-Benneckenstein, dem Präsidenten der ab 1933 linientreuen Deutschen Hochschule für Politik Berlin, mit dem Vermerk: „Herausgegeben vom Deutschen Auslandswissenschaftlichen Institut“ (DAWI). Die letzte Kriegsnummer war ein Dreifachband 1-3/1945 im „35. Jahrgang“. Bis 1953 erschien das Blatt nicht. Ab April 1954 nannte es sich zunächst fortlaufend „NF 1“ usw. (Neue Folge).
In der Zeitschrift finden sich heute unter anderem Beiträge der Autoren Winfried Brugger, Hiltrud Naßmacher, Hermann Lübbe und Ludger Helms.

## Struktur

### Redaktion
- Andreas Vierecke[1]

### Herausgeber
Quelle: Zeitschrift für Politik
| - Maurizio Bach Universität Passau - Manfred Brocker Katholische Universität Eichstätt-Ingolstadt, Lehrstuhl für Politikwissenschaft II - Nils Goldschmidt Universität Siegen - Wolfgang A. Herrmann Technische Universität München, Kommissarischer Reformrektor der Hochschule für Politik München | - Carlo Masala Universität der Bundeswehr München - Heinrich Oberreuter Universität Passau - Carsten Reinemann Ludwig-Maximilians-Universität München - Sabine von Schorlemer Staatsministerin für Wissenschaft und Kunst des Freistaates Sachsen | - Joachim Scholtyseck Rheinische Friedrich-Wilhelms-Universität Bonn - Roland Sturm Universität Erlangen-Nürnberg |

### Wissenschaftlicher Beirat
| - Alain Besançon - Werner Gumpel - Peter Häberle - Hans Mathias Kepplinger - Peter Graf Kielmansegg - Gottfried-Karl Kindermann | - Hermann Lübbe - Harvey Mansfield - Julian Nida-Rümelin - Dieter Oberndörfer - Hans Jürgen Papier - Fritz Plasser - Roberto Racinaro | - Alois Riklin - Hans Heinrich Rupp - Manfred G. Schmidt - Charles Taylor - Barbara Zehnpfennig |